# 新田一郎 (ミュージシャン)
新田 一郎（にった いちろう、1954年5月2日 - ）は、日本のミュージシャン（管楽器奏者）、音楽プロデューサー。
芸能プロモーターであり、かつて存在した芸能事務所・代官山プロダクションで代表取締役社長を務めていた。プロデューサーとしての表記はNITTA MAN。作曲家活動などでは新田イチロー、新田ヨロシク一郎、Mr.NEEの名義を使用することあった。
奈良県奈良市出身。

## 略歴
東京都立赤城台高等学校中退。
渡辺プロダクション専属のトランペット奏者としてデビュー。伊丹幸雄のバックバンド「ロックンロール・サーカス」から、あいざき進也のバックバンド「ビート・オブ・パワー」、その後キャンディーズのバックバンドも務めた「MMP（ミュージック・メイツ・プレイヤーズ）」での活動を行っていた。
自らのユニット「ホーン・スペクトラム」を結成（初期メンバーは新田・兼崎順一・中村哲）し、キャンディーズの元マネージャー・大里洋吉が原田真二をマネジメントするために設立した芸能事務所・アミューズに所属した。1977年には「ホーン・スペクトラム」名義で、「サーキットの狼」のイメージソング「裕矢のテーマ」をシングル発売。引き続きキャンディーズのサポートをMMPと行いながら、当時アミューズの新人バンドだったサザンオールスターズの編曲も担当しており、「勝手にシンドバッド」などの楽曲で、「ホーン・スペクトラム」の一員として管楽器でレコーディングやライブに参加していた。
キャンディーズ解散後、1979年に「ホーン・スペクトラム」を発展させた「スペクトラム」を結成し、8月25日にデビュー。レイバンのサングラスをかけ（ライヴでは外している時もあった）、右手を耳元あるいはマイクに当てて非常に高いファルセットで歌い、トランペット吹奏時は身体を揺らしながら吹くのが特徴であった。
スペクトラムの解散後は、ホーン・スペクトラムを率いてのスタジオワークや、作・編曲、プロデュース、振り付けなどの活動を行う傍ら、ソロアーティストとして、レコード会社を二度変えながらも6枚のオリジナルアルバムを発表していた。
1985年にアミューズからの暖簾分けで芸能プロダクション「代官山プロダクション」を設立し、以降は爆風スランプや嘉門達夫などを所属させてのプロデュース業や、テレビ・映画音楽などの作家活動に専念することになる。自身のアーティスト活動停止に際し、「演奏者としての新田一郎ではなく、アーティストであり、表現者としての新田一郎が唯一存在できる場所、それがスペクトラムだった」ことに気が付いたと、後に発売されたベスト・アルバムのライナーノーツで書いている。以降は長らく表舞台には出てこなかったが、2008年4月4日に行われた「キャンディーズ・チャリティー・カーニバル」へ出演した。この時は久々に、兼崎・西慎嗣・渡辺直樹らスペクトラムの元メンバー達と同じステージで演奏し、トレードマークでもあった「トランペット回し」も披露した。
2009年10月、代官山プロダクションと子会社のレコード会社「DAIPRO-X」が倒産し、プロデュース業を含めて一切の沈黙が続いたが、2013年、専門誌『SAX&BRASSマガジン』vol.27　2013summer号（リットーミュージック）のスペクトラム特集記事で元メンバーの兼崎順一、吉田俊之と共にインタビューと写真が掲載された。現在は新規の芸能事務所「ナラド・エンタテインメント」にて社長業に復帰している。

## ディスコグラフィー

### シングル
| NOT FOR SALE（作詞：山川啓介 、宮下康仁、巻上公一、さくまあきら 作曲・編曲：新田一郎）                                                                   | 1982年7月5日発売   | ビクター               |
| A面：サンライズ・サンセット （作詞：宮下康仁 作曲・編曲：新田一郎）※両A面                                                                                |                    |                        |
| 街角から愛をこめて（作詞：山川啓介 作曲：新田一郎、M.C.AMODY 編曲：新田一郎）                                                                            | 1982年12月16日発売 | ビクター               |
| B面：今夜はミステリー （作詞：さくまあきら 作曲・編曲：新田一郎）                                                                                        |                    |                        |
| Daybreak～夜明け～（作詞：山川啓介 作曲・編曲：新田一郎）                                                                                                | 1983年5月21日発売  | コンチネンタルレコード |
| B面：NOT FOR SALE-Part 2（作詞：山川啓介、宮下康仁、小林和子 作曲：新田一郎、M.C.AMODY、TONY SCIUTO 編曲：新田一郎）                                     |                    |                        |
| ほ・ろ・り（作詞：三浦徳子 作曲：新田一郎 編曲：新田一郎、新川博）                                                                                       | 1983年10月21日発売 | コンチネンタルレコード |
| B面：WONDERFUL NIGHT（作詞：三浦徳子 作曲：新田一郎、M.C.AMODY 編曲：新川博、新田一郎）                                                                  |                    |                        |
| 渡り鳥はぐれ鳥（作詞：三浦徳子 作曲：新田一郎 編曲：笹路正徳、新田一郎）                                                                                 | 1984年5月21日発売  | コンチネンタルレコード |
| B面：流星City（作詞：小林和子 作曲：新田一郎 編曲：難波弘之、新田一郎）                                                                                  |                    |                        |
| ガラスのスクリーン（作詞：三浦徳子 作曲：新田一郎） | 1984年12月16日発売 | ラジオシティレコード   |
| B面：CASINO（作詞：園部和範 作曲：新田一郎） |                    |                        |
| 自由はすぐそこに（作詞：ERIC WOOLFSON/ALAN PARSONS 訳：山川啓介 作曲：ERIC WOOLFSON/ALAN PARSONS 編曲：新田一郎 コーラスアレンジ：THE RIVER-BEACH BOYS） | 1985年5月21日発売  | ラジオシティレコード   |
| B面：Face In The Night （作詞：小林和子 作曲・編曲：新田一郎）                                                                                           |                    |                        |

### アルバム
これらのアルバムは長らく廃盤となっていたが、「一番」はスペクトラムのアルバム4点と共に、そして「二番」から「六番」は新田自身のリマスタリングによる紙ジャケット限定版として2013年にタワーレコードから復刻されている。
| 一番 クールが熱い | 1982年6月21日発売  | ビクター               |
| 1.クールが熱い 2.未来来（ミラクル） 3.気分はこれから… 4.今夜はミステリー 5.サンライズ・サンセット 6.LADY MADONNA 7.孔雀色の夜 8.ピアニシモのように 9.東京ジャズ・クラブ 10.スペース・アンリミテッド                                                       |                    |                        |
| 二番 残像 アフター・イマージュ | 1983年5月21日発売  | コンチネンタルレコード |
| 1.流星City 2.コンプレックス 3.7月のミラージュ 4.残像（アフター・イマージュ） 5.こわれものSituation 6.Moment 7.もういちどSingle Girl 8.Daybreak〜夜明け〜 9.傷ついた白夜(Island Nights) 10.街角から愛をこめて(Album Version) 11.1983' アミューズカンパニー |                    |                        |
| 三番 KOTOBUKI | 1983年11月21日発売 | コンチネンタルレコード |
| 1.出逢って5秒 2.バイセクシュアル 3.背中でGOOD LUCK 4.おめざめエアロビクス 5.綺麗さっぱり 6.WAITING FOR YOU 7.NEW WINDS 8.AOYAMA "FLY ME TO THE MOON" 9.WONDERFUL NIGHT 10.渡り鳥はぐれ鳥                                                                  |                    |                        |
| 四番 福助 | 1984年5月21日発売  | コンチネンタルレコード |
| 1.嘘つきカモメ 2.月の女のエピソード 3.勝手な夜 4.涙プラス 5.夢の行方 6.原宿心中 7.伐折羅大将 8.ミモザ館 9.さよならから始めよう 10.一日だけの淑女 11.渡り鳥はぐれ鳥(Live Version) 12.福助                                                                  |                    |                        |
| 五番 SIMULATION | 1985年5月21日発売  | ラジオシティレコード   |
| 1.さよならは楽しく 2.Face In The Night. 3.サーカスが来るから 4.MESSIN' WITH THE NEW KID 5.自由はすぐそこに〜SOONER OF LATER〜 6.WALKIN' 7.シュミレーション 8.Suspicion Blue 9.浅い眠り 10.朝焼けRock-A-Bye                                                |                    |                        |
| 六番 SAGA（新田一郎 WITH ホーンスペクトラム名義） | 1985年6月5日発売   | ラジオシティレコード   |
| 1.SAGA 2.ATTACK THE EVIL 3.KIRA KIRA BOSHI WA TUNDRA NO KANATA 4.MOTI NO BLUES DE DONJYARA HOI 5.GAIKOTSU NO ODORI 6.KIREI NA ENDING O ARIGATOU 7.SON OF JUPITER～PAN SIRENS～                                                                            |                    |                        |

### ベストアルバム
- TWIN PERFECT COLLECTION（2003年3月21日発売、テイチク）

## プロデュースしたアーティスト
- 嘉門達夫
- 鈴木彩子
- 爆風スランプ
- Tops
- ブリーフ&トランクス
- イノキン
- あつ
- Umekichi（俗曲師檜山うめ吉）
- 大野敬正

## 楽曲提供
- 秋野暢子
  - 愛をふりかけて（1989年）
- 麻見和也
  - Kid Blue（1984年）
- 飯野茂一
  - はるかな友よ（1983年、『亜空大作戦スラングル』エンディングテーマ）
- 神谷明
  - KEN -北斗星-（1984年、『北斗の拳』挿入歌）
  - 荒野の風（1984年、『北斗の拳』挿入歌）
- 嘉門達夫
  - Go!Go!スクールメイツ（1993年）
- 北原志真
  - 砂漠（すな）のイリュージョン（1986年）
  - So Long My Love（1986年）
- キララとウララ
  - ブインブインブイン（1986年）
  - BINBO'86（1986年）
- 小泉今日子
  - Rock Me〜騒ぎたりない夜の為に
- 香坂みゆき
  - 流れ星（1980年）
- 彩恵津子
  - 涙の輝き（1988年）
- 坂井紀雄
  - 炎のメッセンジャー（1988年、『電脳警察サイバーコップ』挿入歌）
- 相楽ハル子
  - 踊らせてトゥナイト（1986年）
- さくまあきら
  - 燃えよ! フトリッパー（1982年）
- さくらと一郎
  - 平成枯れすすき（2006年）
- 燕奈緒美・真由美
  - ギャラクティカ・スリリング（1985年、『地球防衛軍テラホークス』日本版オープニングテーマ）
  - 大切な言葉（ワン・ワード）（1985年、『地球防衛軍テラホークス』日本版エンディングテーマ）
- 沢田研二
  - 渡り鳥 はぐれ鳥（1984年）
- 少年隊
  - あなたに今Good-by（1984年）
- SPACE ALL STARS（セイン・カミュ他）
  - ドッキンNightにラララDance（1997年、アコム「むじんくん」CMソング）
- セイントフォー
  - 魔術師は嘘つき（1984年）
- 高田みづえ
  - 原宿メモリー（1984年）
- 高橋みゆき（いずれも『ななこSOS』関連、1983年）
  - オレンジのダンシング （主題歌）
  - 星空ノクターン（エンディングテーマ）
  - ひと夏のサンバ（挿入歌）
  - NANAKO（挿入歌）
- 田原俊彦
  - カフェバー物語（1983年）
  - クエスチョン・GIRL（1989年）
- CHIKO
  - しあわせ
- 富田靖子
  - 夢少女（1983年）
- 長島秀幸
  - 追憶のジュピター（1988年、『電脳警察サイバーコップ』挿入歌）
- 中村雅俊
  - マーマレードの朝（1980年）
- 長与千種
  - 風のチケット（1984年）
- はせもとひろ
  - Fighting On（1983年、『亜空大作戦スラングル』オープニングテーマ）
- 早見優
  - KISS ME PLEASE（1982年）
  - 彼ってスリル（1982年）
- 平野文
  - あなたの視線が、なにより強力（アルバム「音楽小説」1985年）
- 堀江美都子
  - Ready MADONNA(アルバム)、茅ヶ崎メモリー(シングル)（1982年）
- 宮内タカユキ
  - New Age Dragons〜闘う戦士（おとこ）たち〜（1987年、中日ドラゴンズ応援歌）
- 村上里佳子
  - 恋の知能指数（1982年）
- ラジオっ娘(Lady oh!)
  - 茅ヶ崎サンライズ（1982年）
- サタマガ（仙台放送）
  - エンディング曲（年代不詳）

## 編曲
- 明石家さんま
  - アミダばばあの唄（1983年　作曲：桑田佳祐）
- ブリーフ&トランクス
  - 石焼イモ（2000年 作曲：伊藤多賀之）
- 嘉門達夫
  - 「ゆけ!ゆけ!川口浩!!」（1983年 作曲：嘉門達夫）
  - 「アホが見るブタのケツ」（1985年 作曲：嘉門達夫）
  - 「あったらコワイセレナーデ2」（1985年 作曲：嘉門達夫）
  - 「哀愁の黒乳首」（1985年 作曲：嘉門達夫）
  - 「タンバでルンバ」（1987年 作曲：嘉門達夫）
  - 「ウシ」（1987年 作曲：嘉門達夫）
  - 「ほっといてくれよ!」（1988年 作曲：嘉門達夫）
  - 替え唄メドレー（1991年）
  - NIPPONのお正月（2003年 作曲：嘉門達夫）
- サザンオールスターズ
  - 気分しだいで責めないで（1978年 作曲：桑田佳祐）※管編曲
  - いとしのエリー（1979年 作曲：桑田佳祐）※弦編曲
  - 思い過ごしも恋のうち（1979年 作曲：桑田佳祐）※管弦編曲
  - C調言葉に御用心（1979年 作曲：桑田佳祐）※弦編曲
  - Ya Ya (あの時代を忘れない)（1982年 作曲：桑田佳祐）※管弦編曲
  - ボディ・スペシャルII（1983年 作曲：桑田佳祐）※菅編曲
  - ミス・ブランニュー・デイ（1984年 作曲：桑田佳祐）※弦編曲
  - Brown Cherry（1985年 作曲：桑田佳祐）※菅編曲
- 少年隊
  - ペパーミント夢物語（ドリーミング）
- 田原俊彦
  - 顔に書いた恋愛小説（1984年 馬飼野康二と共作、作曲：網倉一也）
- 爆風スランプ
  - ヤシの木かげ（1986年 作曲：江川ほーじん、エビゾウ）
  - THE TSURAI（1987年 作曲：江川ほーじん）
- クラッシュギャルズ
  - 東京爆発娘!（1985年 作曲：後藤次利）※コーラスアレンジ
  - HEALTHY（1985年 作曲：後藤次利）※コーラスアレンジ
- THE ALFEE
  - サファイアの瞳 (ホーンアレンジ)
  - For The Brand New Dream (ホーンアレンジ)

## 音楽担当作品

### テレビ
- ななこSOS（1983年）
- スケバン刑事（1985年）
  - スケバン刑事II 少女鉄仮面伝説（1985年）
  - スケバン刑事III 少女忍法帖伝奇（1986年）
- 地球防衛軍テラホークス（1985年） - 日本版（NHK放送版）の音楽を担当。
- 電脳警察サイバーコップ（1988年）

### 映画
- グッドバイ夏のうさぎ（1983年）
- スケバン刑事（1987年）
  - スケバン刑事・風間三姉妹の逆襲（1988年）
- 魁!!男塾（1988年）

### ビデオ
- ダロス（1984年） - 難波弘之との共作、演奏：ホーン・スペクトラム
- エリア88（1985年）
- ザ・超女（1986年）
- バリバリ伝説（1987年）
- 八神くんの家庭の事情（1990年） - 米光亮、工藤隆との共作

### サウンドトラック
- ななこSOS音楽編（ビクター音楽産業）
  - ななこSOS音楽篇/ドラマ篇1-2（ビクターエンタテインメント） - 上記商品とドラマ篇を2枚組にまとめた復刻盤
- ダロス（ビクター音楽産業）
  - ダロス/テクノポリス21C（ビクターエンタテインメント） - 上記商品と、久石譲による『テクノポリス21C』サントラを2枚組にまとめた復刻盤
- エリア88 音楽編（キングレコード）
  - エリア88 SOUNDTRACK（キングレコード）
  - エリア88 ACT3〜燃える蜃気楼 音楽集（キングレコード）
- スケバン刑事スペシャル ドラマ名場面集（ポニーキャニオン）
  - スケバン刑事II 少女鉄仮面伝説 オリジナルサウンドトラック（CBS・ソニー）
  - スケバン刑事III 少女忍法帖伝奇 オリジナル・サウンドトラック（フォーライフ）
  - スケバン刑事III 少女忍法帖伝奇 オリジナルサウンドトラック（完結編）（ポリスター）
  - 東映映画 スケバン刑事 オリジナルサウンドトラック（CBS・ソニー）
  - 東映映画 スケバン刑事 風間三姉妹の逆襲 オリジナルサウンドトラック（ハミングバード）
  - 完全収録版 スケバン刑事 総劇伴集（ポニーキャニオン）
- 電脳警察サイバーコップ PERFECT MUSIC COLLECTION（東芝EMI）
- 全国洋画系劇場アニメーション 魁!!男塾 オリジナル・サウンドトラック（日本コロムビア）

### イメージアルバム
- パタリロ！オリジナルアルバム（1982年）
  - パタリロ！オリジナルアルバム PART II（1982年）
- パタリロ！オリジナルアルバム PART III（1983年）
- エリア88（1984年）
- バリバリ伝説（1985年）
- 八神くんの家庭の事情（1988年）
  - 八神くんの家庭の事情PART3（1989年）
- JOKER音楽＆ドラマCD（1989年）

### その他楽曲提供
- リングス
  - 団体テーマ曲及びエースの前田日明の入場曲を作曲した。それ以前に前田が使用していたキャメルの『キャプチュード』を彷彿とさせる曲で、旗揚げ後1年程で『キャプチュード』に戻ったが、WOWOWのリングス中継テーマとしてそれ以降も使われた。団体テーマ曲はその後、前田がスーパーバイザーを務める格闘技イベントHERO'Sでも一時期使われた。
- 全日本プロレス
  - かつて所属していた川田利明の旧入場テーマとしてラストバトルが使われていた。また、スタン・ハンセンがスペクトラムの「SUNRISE」を入場テーマとして使用していた。
- フジテレビ
  - 1986年以降、フジテレビのスポーツ中継や『プロ野球ニュース』等の番組で新田の作曲した「フジテレビ・スポーツテーマ」が、主に1997年までテーマソングとして使用されていた。

## 出演番組
- ロキュベーション（文化放送）[1]
- ミュージックストリート（FM横浜）[1]
- 音楽勧進帳（FM仙台）[1]